# 馬特奥·利維亞路
馬特奥·利維亞路（義大利語：Matteo Liviero；1993年4月13日—）是一位意大利足球運動員。在場上的位置是後衛。他現在效力於意大利足球甲級聯賽球隊尤文圖斯足球俱樂部。